# QOTD
QOTD è un servizio Internet che implementa il protocollo Quote of the Day definito dalla RFC 865. Il servizio è in ascolto sia tramite TCP che su UDP sulla porta 17. Utilizzato principalmente a scopi di debugging e di misurazione, il servizio produce un messaggio in formato ASCII, generalmente una citazione di lunghezza inferiore a 512 caratteri.
In genere il servizio è disabilitato in quanto può essere utilizzato per attacchi denial of service.